# Vincent Spadea
Vincent „Vince“ Spadea (* 19. Juli 1974 in Chicago) ist ein ehemaliger US-amerikanischer Tennisspieler.

## Karriere
Spadea wurde 1993 Profi. Bereits in seinem zweiten Jahr auf der ATP Tour beendete er die Saison unter den ersten 100 der Tennis-Weltrangliste als jüngster Amerikaner. Er war zunächst in Doppelwettbewerben erfolgreicher als im Einzel, so feierte er 1995 seinen ersten Titel im Doppelwettbewerb von Buenos Aires. Auch das Jahr 2005 schloss er als jüngster Amerikaner in den Top 100 ab. 1997 folgten zwei weitere Doppelerfolge in Orlando und Taschkent.
In den folgenden Jahren erlangte er zweifelhafte Berühmtheit durch eine Negativserie von 21 Niederlagen in Folge, die er erst in der Saison 2000 in Wimbledon gegen Greg Rusedski brechen konnte. Als Folge dieser Erfolglosigkeit betätigte er sich in der Saison 2001 mehr bei der ATP Challenger Series, wo er das Turnier in Houston gewinnen konnte und außerdem drei weitere Finals erreichte. 2002 gewann er ein weiteres Challenger-Turnier in Miami.
In der Saison 2003 kämpfte er sich durch gute Ergebnisse vor allem bei Masters-Turnieren wieder in der Weltrangliste hoch. So erreichte er die Halbfinals der Indian Wells Masters und dem Masters-Turnier in Monte Carlo. 2004 war dann seine erfolgreichste Saison, die er mit seinem einzigen Einzeltitel in Scottsdale krönen konnte. Außerdem konnte er sich über 704.105 $ Preisgeld freuen, was 2004 auch zu seinem lukrativsten Jahr machte.
Seine Bestmarke in der Weltrangliste erreichte er im Einzel am 28. Februar 2005 mit dem 18. Rang, im Doppel mit dem 90. Platz am 12. Juni 2006.
Im Jahr 2010 beendete Vincent Spadea seine Profikarriere.

## Erfolge
| Legende (Anzahl der Siege)                       |
| Grand Slam                                       |
| Tennis Masters Cup ATP World Tour Finals         |
| ATP Masters Series ATP World Tour Masters 1000   |
| ATP International Series Gold ATP World Tour 500 |
| ATP International Series ATP World Tour 250 (4)  |
| ATP Challenger Tour ATP Challenger Series (8)    |

| Titel nach Belag |
| Hartplatz (2)    |
| Sand (2)         |
| Rasen            |

### Einzel

#### Turniersiege

##### ATP World Tour
| Nr. | Datum        | Turnier    | Belag     | Finalgegner    | Ergebnis       |
| --- | ------------ | ---------- | --------- | -------------- | -------------- |
| 1.  | 1. März 2004 | Scottsdale | Hartplatz | Nicolas Kiefer | 7:5, 6:75, 6:3 |

##### ATP Challenger Tour
| Nr. | Datum              | Turnier           | Belag     | Finalgegner       | Ergebnis       |
| --- | ------------------ | ----------------- | --------- | ----------------- | -------------- |
| 1.  | 31. Juli 1994      | Winnetka          | Hartplatz | Cristiano Caratti | 6:1, 4:6, 7:5  |
| 2.  | 7. August 1994     | Cincinnati        | Hartplatz | Jim Grabb         | 6:7, 7:6, 7:5  |
| 3.  | 23. Oktober 1994   | Ponte Vedra Beach | Hartplatz | Kevin Ullyett     | 6:3, 6:4       |
| 4.  | 8. September 1996  | Aruba             | Hartplatz | Grant Stafford    | 6:3, 7:5       |
| 5.  | 28. Oktober 2001   | Houston           | Hartplatz | James Blake       | 6:2, 6:73, 6:2 |
| 6.  | 17. März 2002      | North Miami Beach | Hartplatz | Ota Fukárek       | 4:6, 6:1, 6:4  |
| 7.  | 20. September 2008 | Waco              | Hartplatz | Joseph Sirianni   | 6:0, 6:1       |
| 8.  | 19. Oktober 2008   | Calabasas         | Hartplatz | Sam Warburg       | 7:65, 6:4      |

#### Finalteilnahmen
| Nr. | Datum              | Turnier      | Belag     | Finalgegner      | Ergebnis       |
| --- | ------------------ | ------------ | --------- | ---------------- | -------------- |
| 1.  | 24. Mai 1998       | St. Pölten   | Sand      | Marcelo Ríos     | 2:6, 0:6       |
| 2.  | 22. August 1999    | Indianapolis | Hartplatz | Nicolás Lapentti | 6:4, 4:6, 4:6  |
| 3.  | 19. September 2004 | Delray Beach | Hartplatz | Ricardo Mello    | 6:72, 6:7, 6:3 |
| 4.  | 1. März 2005       | Newport      | Rasen     | Greg Rusedski    | 6:73, 6:2, 4:6 |

### Doppel

#### Turniersiege
| Nr. | Datum              | Turnier      | Belag     | Partner              | Finalgegner                   | Ergebnis      |
| --- | ------------------ | ------------ | --------- | -------------------- | ----------------------------- | ------------- |
| 1.  | 12. November 1998  | Buenos Aires | Sand      | Christo van Rensburg | Jiří Novák David Rikl         | 6:3, 6:3      |
| 2.  | 27. April 1997     | Orlando      | Sand      | Mark Merklein        | Alex O’Brien Jeff Salzenstein | 6:4, 4:6, 6:4 |
| 3.  | 14. September 1997 | Taschkent    | Hartplatz | Vincenzo Santopadre  | Hicham Arazi Eyal Ran         | 6:4, 6:7, 6:0 |

#### Finalteilnahmen
| Nr. | Datum          | Turnier       | Belag | Partner       | Finalgegner                  | Ergebnis |
| --- | -------------- | ------------- | ----- | ------------- | ---------------------------- | -------- |
| 1.  | 28. Mai 1995   | Bologna       | Sand  | Libor Pimek   | Byron Black Jonathan Stark   | 5:7, 3:6 |
| 2.  | 27. April 1998 | Coral Springs | Sand  | Mark Merklein | Grant Stafford Kevin Ullyett | 5:7, 4:6 |